# Masyw Trójgarbu i Krąglaka
Masyw Trójgarbu i Krąglaka – masyw górski w południowo-zachodniej Polsce, w Sudetach Środkowych, w Górach Wałbrzyskich.

## Położenie
Masyw Trójgarbu i Krąglaka położony jest na terenie Obszaru Chronionego Krajobrazu Kopuły Chełmca, Trójgarbu i Krzyżowej Góry koło Strzegomia, na zachód od Szczawna-Zdroju, w północno-zachodniej części Gór Wałbrzyskich. Stanowi masyw oddzielnego pasma, ciągnącego się na północny zachód, od Masywu Chełmca przez Trójgarb, Krąglak, aż po Kotlinę Marciszowską. Od wschodu graniczy z Chełmcem, od północy z Pogórzem Wałbrzyskim, od zachodu i północnego zachodu z Górami Kaczawskimi, a od leżących na południu Gór Kamiennych oddziela go rzeka Lesk.

## Charakterystyka
Masyw Trójgarbu i Krąglaka tworzy system kilku kulminacji poprzedzielanych dolinkami, stanowi samodzielny człon Gór Wałbrzyskich. Tworzą go dwa oddalone od siebie fragmenty, główny człon z Trójgarbem i mniejszy obszarowo człon z Krąglakiem. Masyw będąc fizycznogeograficzną podjednostkę Gór Wałbrzyskich, stanowi teren o podobnym charakterze. Człony masywu są najbardziej charakterystycznymi jednostkami w północnej części Gór Wałbrzyskich.
Główny człon wyraźnie wznosi się w kierunku partii szczytowej Trójgarbu, górującego ponad 300 m, nad okolicą, który stanowi zwornik kilku grzbietów. Odchodzi od niego pięć wyraźnych, krótkich ramion, najdłuższe północne ma 5 km długości. Między grzbiety wcinają się doliny potoków. Szczyty w bocznych grzbietach są znacznie niższe i nie przekraczają wysokości 650 m. Masyw charakteryzują stożkowo-kopulaste o stromych zboczach wzniesienia: Jagodnik (619 m), Gawron (631 m), Węgielnik (621 m). Najwyższym wzniesieniem masywu jest trójwierzchołkowy Trójgarb.
Na północny zachód od członu głównego, wznosi się człon z Krąglakiem. Najwyższym wzniesieniem tego członu jest Krąglak, od którego odchodzi kilka małych grzbietów, szczyty w bocznych grzbietach tego członu są znacznie niższe i nie przekraczają wysokości 670 m.

### Rzeźba
Jest to urzeźbiony, rozległy dwuczłonowy masyw, o rozgałęzionych rozgwiazdowo grzbietach, którego zbocza, w niżej położonych partiach rozczłonkowane są dolinami potoków. Grzbiet główny masywu z Trójgarbem przecięty jest płytką przełęczą.

### Budowa geologiczna
Masyw zajmuje północno-zachodni fragment niecki śródsudeckiej. Na oderwanym i wypiętrzonym fragmencie formacji skalnej Masywu Czeskiego w dolnym karbonie osadziły się grube warstwy zlepieńców, należących do facji kulmu. W karbonie górnym powstały naprzemianległe warstwy zlepieńców, piaskowców, łupków i pokładów węgla kamiennego.
W karbonie górnym z głębi ziemi intrudowały kwaśne magmy, które zastygły pod ówczesną powierzchnią ziemi, a które obecnie tworzą porfiry budujące Chełmiec, Mniszek i Trójgarb.
Warstwy osadów karbońskich są generalnie nachylone ku środkowi niecki śródsudeckiej (w tym rejonie ku południowi), natomiast w rejonie intruzji Chełmca zostały podniesione i zapadają koncentrycznie na zewnątrz. Po wyniesieniu obszar ten podlegał erozji, aż ukazały się na powierzchni ziemi skały subwulkaniczne. Jako twardsze od skał osadowych tworzą one strome zbocza poszczególnych masywów. Ostateczny wygląd obszar ten otrzymał w okresie epoki lodowcowej.

### Krajobraz
Masyw przedstawia krajobraz niskich gór, z niezwykle różnorodną rzeźbą terenu. Część przedgórska jest pofałdowana z niewielkimi wzniesieniami, występują tu niewielkie doliny, a zbocza ponacinane są górskimi potokami. Rzeźbę masywu kształtują wyniesione szczyty o wyraźnych stożkowych ukształtowaniach, powstałych na skutek wzmożonej działalności wulkanicznej. Najwyższe wzniesienia nie przekraczają 800 m n.p.m. Masyw mimo niewielkich wysokości posiada strome zbocza i nieznacznie faliste grzbiety. Krajobrazowo jest to masyw bardzo urozmaicony o znacznych kontrastach, obok wysoko zurbanizowanych dolin wyrastają strome, zalesione wzniesienia. Większość środkowego obszaru obu członów, w których położone są wzniesienia, zajmują lasy mieszane regla dolnego. Na obrzeżach rozciągają się górskie łąki, pola uprawne i częściowo nieużytki. Krajobraz częściowo przeobrażony o znacznie zurbanizowanych obrzeżach masywu. Pierwotny charakter krajobrazu w większości nie został zmieniony w środkowej części członów masywu.

### Klimat
Położenie fizyczno-geograficzne oraz pobliskie pasma gór osłaniających masyw z trzech stron sprawiają, że nad masywem ścierają się masy powietrzne, wpływające na kształtowanie się typów pogody i zjawisk atmosferycznych tego mikroregionu. Masyw leży w obszarze występowania klimatu przedgórskiego i odznacza się specyficznym klimatem. Klimat panujący na terenie masywu jest typowym górskim klimatem, charakteryzującym się wysokimi opadami, niską średnią temperaturą i dłużej zalegającą pokrywą śnieżną. Zimy są mroźne, a średnie temperatury zimą porównywalne są do temperatur wyższych gór. Opadom często towarzyszą gwałtowne burze z wyładowaniami. Wysokie opady, niskie roczne temperatury specyficzne położenie, wysokość względna sprzyjają przyrodzie typu górskiego.

## Wody
Masyw należy do zlewiska Morza Bałtyckiego, położony jest w dorzeczu Odry. Największą rzeką zbierającą wraz ze swoimi dopływami wody z zachodnich zboczy jest Bóbr, lewostronny dopływy Odry, z północno-wschodnich zboczy wody zbierane są przez Strzegomkę, lewy dopływ Bystrzycy, a z południowego zbocza wody zbierane są przez Lesk, prawy dopływ Bobru.
Północne zbocza Krąglaka są także źródliskiem często wzbierającej Sadówki, jednego z głównych dopływów Nysy Szalonej.

## Miejscowości
W obrębie masywu położone są miejscowości: Szczawno-Zdrój, Struga, Lubomin, Witków Śląski, Jaczków, Sędzisław, Marciszów, Pustelnik, Domanów, Gostków, Nowe Bogaczowice, Stare Bogaczowice.

## Zagospodarowanie turystyczne
Przez obszar masywu przechodzi kilka szlaków turystycznych. U południowo-wschodnich podnóży Trójgarbu w latach 1977–1984 PTTK wybudowało schronisko „Bacówka pod Trójgarbem” - obecnie zamknięte i popadające w ruinę. Ostatnio powstało kilka gospodarstw agroturystycznych.